# Arthur Brown (musicus)
Arthur Wilton Brown (Whitby, 24 juni 1942) is een Britse rock-'n-roll muzikant, die vooral bekend is vanwege zijn flamboyante stijl en zijn grote invloed op artiesten als Alice Cooper, Peter Gabriel, Marilyn Manson, George Clinton, Kiss en Bruce Dickinson. Verder is hij bekend van zijn lied "Fire", dat in 1968 onder andere in het Verenigd Koninkrijk en Canada een nummer 1-hit werd.

## Biografie

### Jonge jaren
Brown studeerde filosofie en rechten aan de Universiteit van Londen, maar besloot zich toch op muziek te richten. Eind 1966 en begin 1967 was hij lid van een Londense R&B/Soul/Ska-groep die uiteindelijk overging in The Foundations. Arthur was binnen deze groep zanger, samen met Clem Curtis. In totaal zat Brown maar zes weken bij de band.

### Start carrière
Na zijn periode bij The Foundations richtte Brown zijn eigen band op: The Crazy World of Arthur Brown. Leden waren Vincent Crane (hammondorgel en piano), Drachen Theaker (drums) en Nick Greenwood (basgitaar).
Met deze band verkreeg Brown al snel bekendheid vanwege zijn bizarre en vaak macabere optredens, waarbij hij onder andere gebruik maakte van een brandende metalen helm. Dit ging soms mis, bijvoorbeeld toen tijdens een optreden in Windsor de methanol waarmee de helm in brand werd gestoken lekte en Browns hoofd ook vlam vatte. Twee omstanders konden het vuur op tijd doven om ernstige verwondingen te voorkomen. Ook ging Brown bij zijn optredens weleens uit de kleren, zoals in Italië. Hiervoor werd hij gearresteerd en het land uitgezet.
By 1968 kwam het debuutalbum van de band uit, eveneens getiteld The Crazy World of Arthur Brown. Het album en de bijbehorende single "Fire" werden een grote hit. Van "Fire" werden meer dan een miljoen exemplaren verkocht; goed voor een gouden plaat. Het album bevatte tevens een macabere cover van "I Put a Spell on You" van Screamin' Jay Hawkins.
Browns optredens bleven soms voor problemen zorgen. Zo werd hij uit een tournee met Jimi Hendrix gezet. Tijdens een tournee door Amerika in 1969 viel de band uiteen.

### Kingdom Come en solo-albums
Brown heeft later in zijn carrière het succes van "Fire" niet meer kunnen evenaren. Hij bracht wel drie andere noemenswaardige albums uit met zijn nieuwe band, Kingdom Come. Deze albums bevatten een mix van progressieve rock en wilde optredens. Zo trad de band altijd op in vol kostuum met make-up, en liet Brown zich voor zijn optredens soms zogenaamd kruisigen. Het derde album van de groep, Journey, is noemenswaardig omdat het een van de eerste (zo mogelijk zelfs het eerste) album was waarvoor een drumcomputer werd gebruikt.
In latere jaren bracht Brown enkele soloalbums uit, en werkte mee aan het lied "The Tell-Tale Heart" van het album Tales of Mystery and Imagination van The Alan Parsons Project. In 1975 speelde Arthur Brown een kleine maar belangrijke rol in The Whos rockoperafilm Tommy als "De Priester". In de jaren 80 vertrok Brown naar Austin, Texas, en verkreeg een master in counseling.

### Latere carrière
Midden jaren 90 richtten Brown en Jim Maxwell de dienst Healing Songs Therapy op, waar in Brown voor iedere klant een persoonlijk lied schreef over hun emotionele problemen.
In 1996 keerde Brown naar Engeland terug. In 1997 nam hij een nieuwe versie van "Fire" op met de Duitse band Die Krupps.
In 1999 ging Brown weer op tournee met een akoestische band bestaande uit Rick Patten als gitarist en Stuart als gitarist. Tevens ging hij op tournee met Tim Rose. Deze formaties hielden niet lang stand, waarna Patten en Brown een nieuwe band samenstelden samen met Nick Pynn. Samen traden ze op tijdens festivals en internationale tournees.
In 2005 organiseerde Brown een reünie van de nog levende leden van Kingdom Come, voor nog een laatste optreden in The Astoria in Londen. In 2007 bracht Brown samen met Pynn het album Voice Of Love uit.
In augustus 2007 ging het weer fout tijdens een van Browns optredens; wederom vloog zijn haar in brand. Phil Rhodens, die de vlammen probeerde te doven, vloog ook in brand. Brown ging toen het vuur was gedoofd gewoon door met het optreden.
Op 10 juni 2011, enkele dagen voor zijn 69e verjaardag, gaf Brown een bijna twee uur durend concert op het Ray Davies Meltdown Festival in de Queen Elizabeth Hall, London.

## Discografie

### Albums
| Album met eventuele hitnotering(en) in de Nederlandse Album Top 100 | Datum van verschijnen | Datum van binnenkomst | Hoogste positie | Aantal weken | Opmerkingen                         |
| ------------------------------------------------------------------- | --------------------- | --------------------- | --------------- | ------------ | ----------------------------------- |
| The game is over                                                    | 1966                  | -                     |                 |              | als Arthur Brown Set / Soundtrack   |
| The Crazy World of Arthur Brown                                     | 1968                  | -                     |                 |              | als The Crazy World of Arthur Brown |
| Dance                                                               | 1975                  | -                     |                 |              |                                     |
| Chisholm in my bosom                                                | 1977                  | -                     |                 |              |                                     |
| Requiem                                                             | 1982                  | -                     |                 |              |                                     |
| Speak no tech                                                       | 1983                  | -                     |                 |              |                                     |
| Strangelands                                                        | 1989                  | -                     |                 |              | als The Crazy World of Arthur Brown |
| Order from chaos                                                    | 1993                  | -                     |                 |              | als The Crazy World of Arthur Brown |
| Tantric lover                                                       | 2000                  | -                     |                 |              | als The Crazy World of Arthur Brown |
| The legboot album - Arthur Brown on tour                            | 2002                  | -                     |                 |              |                                     |
| Vampire suite'                                                      | 2003                  | -                     |                 |              | als The Crazy World of Arthur Brown |
| Voice of love                                                       | 2007                  | -                     |                 |              |                                     |

### Singles
| Single met eventuele hitnotering(en) in de Nederlandse Top 40 | Datum van verschijnen | Datum van binnenkomst | Hoogste positie | Aantal weken | Opmerkingen                                                   |
| ------------------------------------------------------------- | --------------------- | --------------------- | --------------- | ------------ | ------------------------------------------------------------- |
| Fire                                                          | 1968                  | 10-08-1968            | 6               | 12           | als The Crazy World of Arthur Brown / #4 in de Single Top 100 |

### Kingdom Come
- 1971 – Galactic Zoo Dossier
- 1972 – Kingdom Come
- 1973 – Journey
- 1994 - Jam (opgenomen in 1970)

### Samenwerkingen
- 1976 - Tales of Mystery and Imagination (met the Alan Parsons Project)
- 1979 - Dune (met Klaus Schulze)
- 1979 - Time Actor (met Richard Wahnfried)
- 1980 – Faster Than the Speed of Light (met Vincent Crane)
- 1980 - Klaus Schulze Live (met Klaus Schulze)
- 1984 – The Complete Tapes of Atoya (met Craig Leon)
- 1988 - Brown Black And Blue (met Jimmy Carl Black)
- 2000 - Curly's Airships (met Judge Smith)
- 2007 - Fifteen Years After (met All Living Fear)

### Compilatiealbums
- 1976 – Lost Ears (Kingdom Come)
- 2003 - Fire - The Story Of (Arthur Brown)